# 檸檬園 (佛羅里達州)
檸檬園（英語：Lemon Grove）是位於美國佛羅里達州哈迪縣的一個人口普查指定地區。

## 地理
檸檬園的座標為27°33′30″N 81°40′41″W / 27.55833°N 81.67806°W，而該地最高點為海拔高度38米（即125英尺）。

## 人口
根據2010年美國人口普查的數據，檸檬園的面積為77.30平方千米，當中陸地面積為77.27平方千米，而水域面積為0.03平方千米。當地共有人口657人，而人口密度為每平方千米8人。